# Тральщики типу «Алджерін»
Тральщики типу «Алджерін» (англ. Algerine-class minesweeper) — клас військових кораблів з 110 тральщиків, що випускалися британськими та канадськими суднобудівельними компаніями з 1941 по 1944 роки. Тральщики цього типу входили до складу Королівських військово-морських флотів Великої Британії та Канади і взяли найактивнішу участь у морських боях і битвах Другої світової війни. Загалом у британському Королівському флоті служило 94 тральщики типу «Алджерін»; з них 45 було побудовано у Великій Британії та ще 49 — у Канаді. Ще 12 тральщиків цього типу служили в Королівському флоті Канади; всі вони були побудовані в Канаді.

## Зміст
На фоні подій Другої світової війни, керівництво Королівського флоту до 1940 року дійшло розуміння, що тральщики типу «Бангор» були надто малими, щоб нести обладнання, необхідне для роботи з магнітними мінами. Було спроектовано більший корабель, за іронією долі, приблизно такого ж розміру, як і старіший корабель класу Гальсіон, який використовувався Королівським флотом, але був відхилений раніше як занадто великий і дорогий для масового виробництва. Розміри нового корабля зробили його придатним для використання в ролі океанського ескортного корабля, і багато з них використовувалися як посилення до спеціалізованого супроводу. Більшість кораблів, побудованих для канадського флоту, використовувалися виключно як такі і були оснащені більшою кількістю протичовнової зброї, ніж кораблі британського флоту. Щоб максимізувати виробництво, були створені альтернативні конструкції для використання парових турбін або поршневих парових двигунів. Це дозволило будувати кораблі на верфях, які більше використовуються для дизайну торговельних суден, і, як і інші серійні ескортні судна (такі як корвети типу «Флавер» або фрегати типу «Рівер», могли використовувати зворотне-поступальне вертикальне потрійне розширення (VTE).
Обидві групи кораблів мали однакові розміри, хоча кораблі з двигуном VTE мали більшу водотоннажність і більшу осадку. Корпус мав довжину 68,6 м із шириною 10,8 м. Турбінна група мала осадку 3,4 м, тоді як кораблі з поршневими двигунами на 0,4 м глибше у воді. Водотоннажність суден з турбінними двигунами становила 860 т при стандартному навантаженні та 1143 т при повному завантаженні, тоді як група поршневих двигунів водотоннажністю 1030—1050 т при стандартному навантаженні та 1326—1346 т при повному завантаженні. Корабельний склад складався з 85 офіцерів і матросів.
Кораблі з турбінним двигуном мали дві парові турбіни «Парсонс», кожна з яких приводила в рух один вал, використовуючи пару, що вироблялася двома трибарабанними адміралтейськими котлами. Двигуни виробляли 2000 кінських сил (1500 кВт) і розвивали максимальну швидкість 16,5 вузла (30,6 км/год). Кораблі з поршневими двигунами мали дві вертикальні парові машини потрійного розширення загальною потужністю 2400 кінських сил (1800 кВт) і досягали такої ж швидкості. Вони перевозили максимум 671 т мазуту, що давало їм запас ходу в 5000 морських миль (9300 км) зі швидкістю 10 вузлів (19 км/год).
Тральщики типу «Алджерін» озброювалися 102-мм гарматою QF 4 inch Mk V і чотирма здвоєними гарматними установками 20-мм гармат «Ерлікон». Останні гармати були в дефіциті, коли перші кораблі будувалися, і тому частку тральщиків озброювали одинарними установками. До 1944 року одноствольні 40-мм кріплення «Бофорс» почали замінювати подвійні 20-мм установки. Всі кораблі були обладнані чотирма бомбоскидачами і двома направляючими для глибинних бомб.

## Оператори
| - Військово-морські сили Великої Британії - Військово-морські сили Канади - Військово-морські сили Бельгії - Військово-морські сили М'янми - Військово-морські сили Греції | - Військово-морські сили Ірану - Військово-морські сили Італії - Військово-морські сили Нігерії - Військово-морські сили Південної Африки - Військово-морські сили Шрі-Ланки - Військово-морські сили Таїланду |